# Southlake
Southlake är en ort i Denton County, och Tarrant County, i Texas. Vid 2010 års folkräkning hade Southlake 26 575 invånare.